# Astra SpA
Pour les articles homonymes, voir Astra.
ASTRA Veicoli Industriali S.p.A. est un constructeur italien de véhicules industriels, poids lourds et dumpers.
Devenue filiale du géant italien Iveco en 1986, appartenant au groupe Fiat, l'entreprise possède deux secteurs distincts :
- la gamme de véhicules civils, qui fabrique des camions de chantier de très gros tonnage et des dumpers ;
- une vaste gamme de matériels militaires lourds du groupe Iveco Defence Vehicles.

Les véhicules Astra, réputés pour leur solidité et leur longévité, ont des PTR qui peuvent atteindre 75 t en version routière et 740 t en convoi exceptionnel.
Des versions spécifiques de ces engins sont réputées pour le travail dans la construction des tunnels, en raison d'un système breveté de recyclage des gaz d'échappement.
La gamme Astra comprend de simples camions 4x2 jusqu'aux énormes 8x8, avec tous les modèles intermédiaires. La gamme des véhicules pour convois exceptionnels repose sur des unités 6x4, 8x4, 8x6 et 8x8, en version porteur et tracteur.
Toujours hors limite de poids en France, où le PTR d'un 6x4 est limité à 26 t, on ne peut les rencontrer que sur les chantiers fermés ou les carrières, sinon dans les tunnels ; leur poids à vide étant de 16 t dans la version 6x4 et leur PTC de 33 à 50 t.
Astra V.I. est depuis longtemps une marque connue en France pour ses dumpers rigides destinés à l'industrie minière avec en particulier le modèle RD28, de 28 t de charge utile. Astra fabrique également une gamme de dumpers articulés ADT 25-30-35-40.
Tous ces matériels sont distribués en France par Lenormant BTP.

## Histoire
La société ASTRA V.I. S.p.A. a été créée en 1946 par Mario Bertuzzi pour réparer et transformer les camions que l'armée américaine avait abandonné sur le sol italien après la fin de la Seconde Guerre mondiale. Après une longue période de collaboration avec le géant Fiat V.I., la société a été intégrée  en 1986 dans le groupe Iveco.
Grâce à l'expérience acquise depuis sa création et grâce à une vaste gamme de véhicules lourds civils mais aussi militaires, Astra V.I. est un constructeur référent dans le secteur des transports dans les carrières, les mines et les travaux les plus difficiles.
- 1946 : création de la société par Mario Bertuzzi : ASTRA S.p.A., pour Anonima Sarda TRAsporti (« société Anonyme Sarde de TRAnsports ») à Cagliari, en Sardaigne, pour le reconditionnement de véhicules militaires pour un usage civil.
- 1951 : transfert des activités à Piacenza, au bord du Pô, au sud-est de Milan.
- 1955 : construction du premier véhicule de chantier le dumper Astra BM 1 4x4 qui trouve immédiatement une utilisation auprès des plus grandes entreprises de travaux publics pour les terrassements, les tunnels, les viaducs et les barrages grâce à son système breveté de recyclage des gaz d'échappement. Le BM.1 inaugure une tradition qui restera le signe distinctif de la marque jusqu'en 1985 : la demi-cabine. Pour augmenter la charge utile de ses modèles, Astra les a équipés d'une cabine réservée au conducteur, placée à droite du camion comme l'imposait le code italien jusqu'en 1976.
- 1960 : durant cette décennie, l'établissement de Piacenza est agrandi à plusieurs reprises, la gamme de véhicules élargie avec des modèles dumper et pour bétonnières.
- 1965 : Astra se déplace sur le site actuel. Les modèles suivants voient le jour : BM12, BM16, BM18, BM19, BM20, BM21, BM22, BM25 et le dumper BM35. Pour satisfaire la demande d'entreprises allemandes, Astra propose, en option, sur certains modèles, une motorisation Mercedes-Benz de même puissance que celle des moteurs Fiat montés d'origine.
- 1970 : présentation des châssis pour grues géantes BE 8440 et BE 10660,
- 1980 : début de la série BM 300, camions de chantier 6x4 et 6x6 de 40 t de PTC et 56 t de PTR. Le BM 304F (F = moteur Fiat) en sera le meilleur représentant avec sa demi-cabine en résine armée avec une charge utile de 28,4 t sur le modèle avec benne rocher ou bétonnière soit 11 m3 de béton transporté avec une pompe à béton intégrée au camion. Le BM 305F de 352 ch, homologué pour le transport des blocs de marbre sur route, disposait d'une charge utile de 38 t en version 6x6 plateau fixe.
- 1984 : Astra participe pour la première fois de son histoire au Paris-Dakar avec son BM 309 et remporte la victoire en 1986. La gamme dumper s'enrichit du BM 501.
- 1986 : Astra S.p.A. est intégrée dans Iveco ; Astra entretenait déjà une coopération technique avec Fiat V.I. depuis 1970. Tous les modèles étaient dotés de moteurs Fiat depuis la série BM 19/20/21.
- 1987 : Astra présente son premier gros dumper / tombereau rigide de chantier, le BM 501 de 42 t avec une benne de 24 m3.
- 1989 : lancement de la nouvelle série 6000. Depuis 1988, les motorisations Mercedes proposées en option ne sont plus disponibles.
- 1992 : lancement de la série 6500, gamme technologiquement très avancée et dotée de la cabine Astra en résine armée rehaussée de 100 mm.
- 1993 : Astra propose une version 8x4 de ses modèles en plus des versions 6x6. Le premier sera le BM84.44 doté d'un moteur Fiat-Iveco de 17 litres développant 450 ch DIN homologué pour un PTAC de 40 t (en Italie).
- 1994 : l'appellation « BM » disparaît au profit de « HD » pour « Heavy Duty », lancement de la série HD.6 qui se décline en versions 6x4, 6x6, 8x4 et 8x6.
- 1996 : Astra fête ses 50 ans ; ce sont plus de 25 000 véhicules fabriqués et vendus dans le monde entier. Lancement de la série HD.7, très vaste gamme à deux, trois et quatre essieux à traction partielle ou intégrale avec des motorisations Iveco allant de 340 à 520 ch.
- 1997 : Astra S.p.A. obtient la certification ISO 9001.
- 1999 : la gamme s'enrichit encore avec une boîte automatique, c'est le premier véhicule de chantier à utiliser ce type de transmission. Les dumpers RD 28 de 28 et 40 t complètent la série des véhicules spéciaux diffusés dans le monde entier.
- 2000 : année importante pour Astra : la gamme HD.7 est complétée par la nouvelle série HD 7c qui est dotée des nouveaux moteurs Iveco Cursor (Euro 3). Au SAIE (Batimat italien), Astra présente la nouvelle série de dumpers articulés ADT ; deux modèles ADT.25 et ADT.30 de 25 et 30 t de charge utile.
- 2003 : le 1er janvier, Astra intègre les activités de SIVI, historique entreprise italienne spécialisée dans le domaine des véhicules pour les transports exceptionnels, créée par Iveco en 1982.

Certification d'Astra S.p.A. : la certification UNI ENI ISO 9001-2000, obtenue en 1997, est confirmée. Astra Veicoli Industriali S.p.A. reçoit également la certification ISO 14001-1996.
- 2004 : la gamme des dumpers articulés est complétée par deux nouveaux modèles de 35 et 40 t de charge utile : les ADT.35 et ADT.40} dotés de moteurs Iveco Cursor 13.
- 2005 : la nouvelle gamme de camions de chantier HD.8 remplace les HD.7 et HD.7c dotée de moteurs Iveco Cursor 13 Euro 5 développant jusqu'à 560 ch DIN.
- 2009 : Astra SpA lance une nouvelle catégorie de véhicules, les HHD - Heavy Heavy Duty. Ces véhicules HHD.8 6×6 disposent d'essieux renforcés pour être homologués avec un PTAC de 50 t sur route et 250 t en transport exceptionnel. Le constructeur propose désormais sur ses véhicules des motorisations Iveco fonctionnant au gaz.
- 2011 : lancement d'une nouvelle gamme de camions lourds HD.9 et HHD.9. Avec ce nouveau modèle, Astra abandonne la fabrication des cabines en fibre de verre armé.

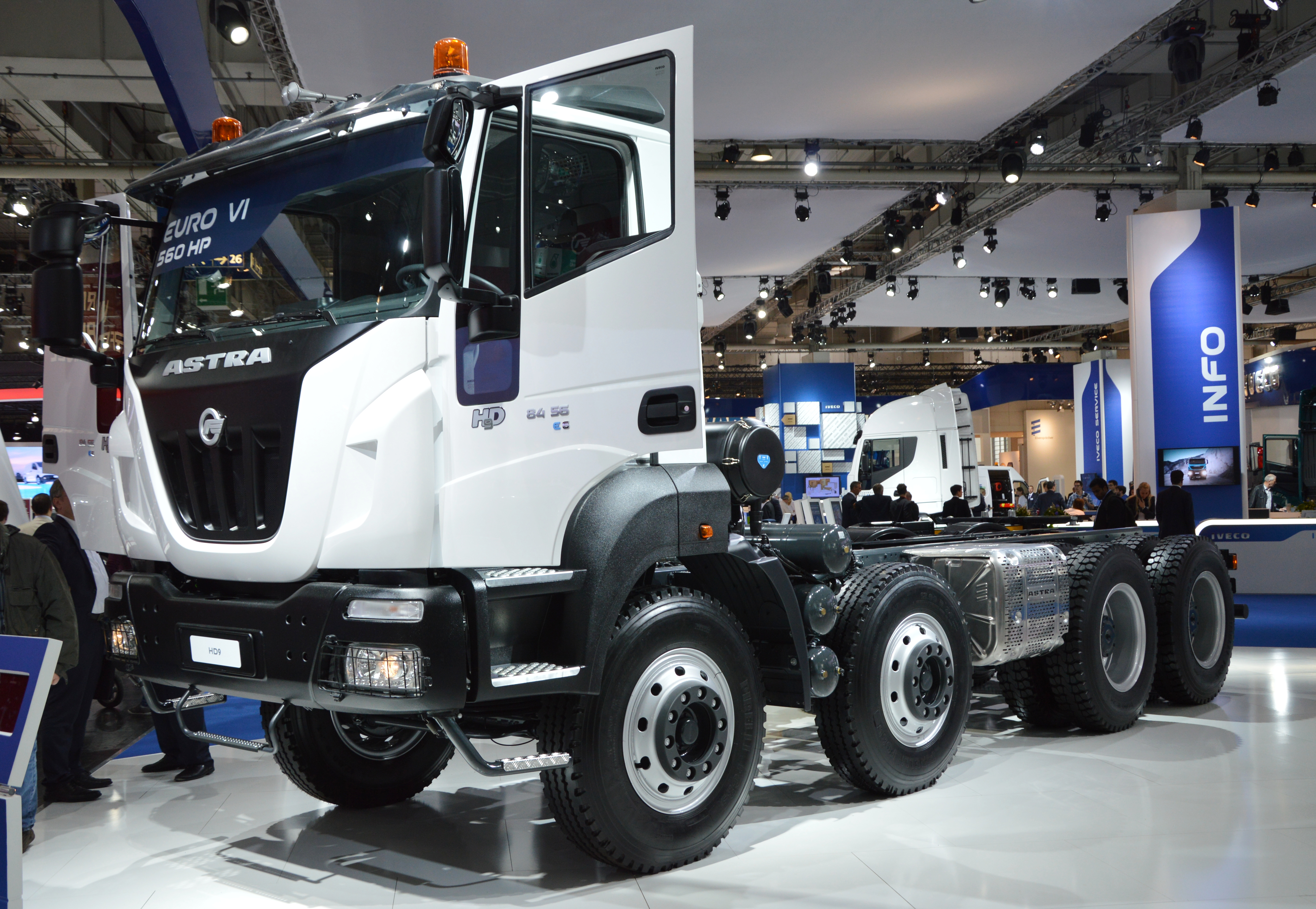
Exposition du HD.9 560 ch Euro 6 à l'IAA de Hanovre 2014.

## Camions SIVI pour convois exceptionnels
Depuis toujours, Fiat V.I. a complété sa gamme extra lourde par des modèles adaptés aux convois exceptionnels. Après la création d'Iveco en 1975, le constructeur italien a créé la société SIVI en 1982, dans laquelle il a regroupé toutes ses activités liées aux transformations de véhicules extra lourds pour convois exceptionnels.
La gamme SIVI démarre à partir de 60 t car, en Italie, les camions sur route avec remorque ou en semi-remorque ont un PTRA autorisé de 44 t et les véhicules de chantier ont un PTAC/PTT autorisé légal de 33 t pour un 3 essieux 6x4, de 40 t pour un 4 essieux en configuration 8x4 - 8x6 ou 8x8 et de 56 t pour un semi-remorque avec un tracteur en 6x4 et une remorque avec tandem.
La gamme SIVI repose sur les modèles Iveco Stralis et Iveco Trakker. Les moteurs sont tous des Iveco Cursor 13 d'une puissance de 440 à 650 ch DIN. Toute la gamme SIVI est homologuée pour des charges transportées allant jusqu’à 720 t. Elle est réalisée uniquement à partir de châssis et motorisations Iveco.

## Gamme

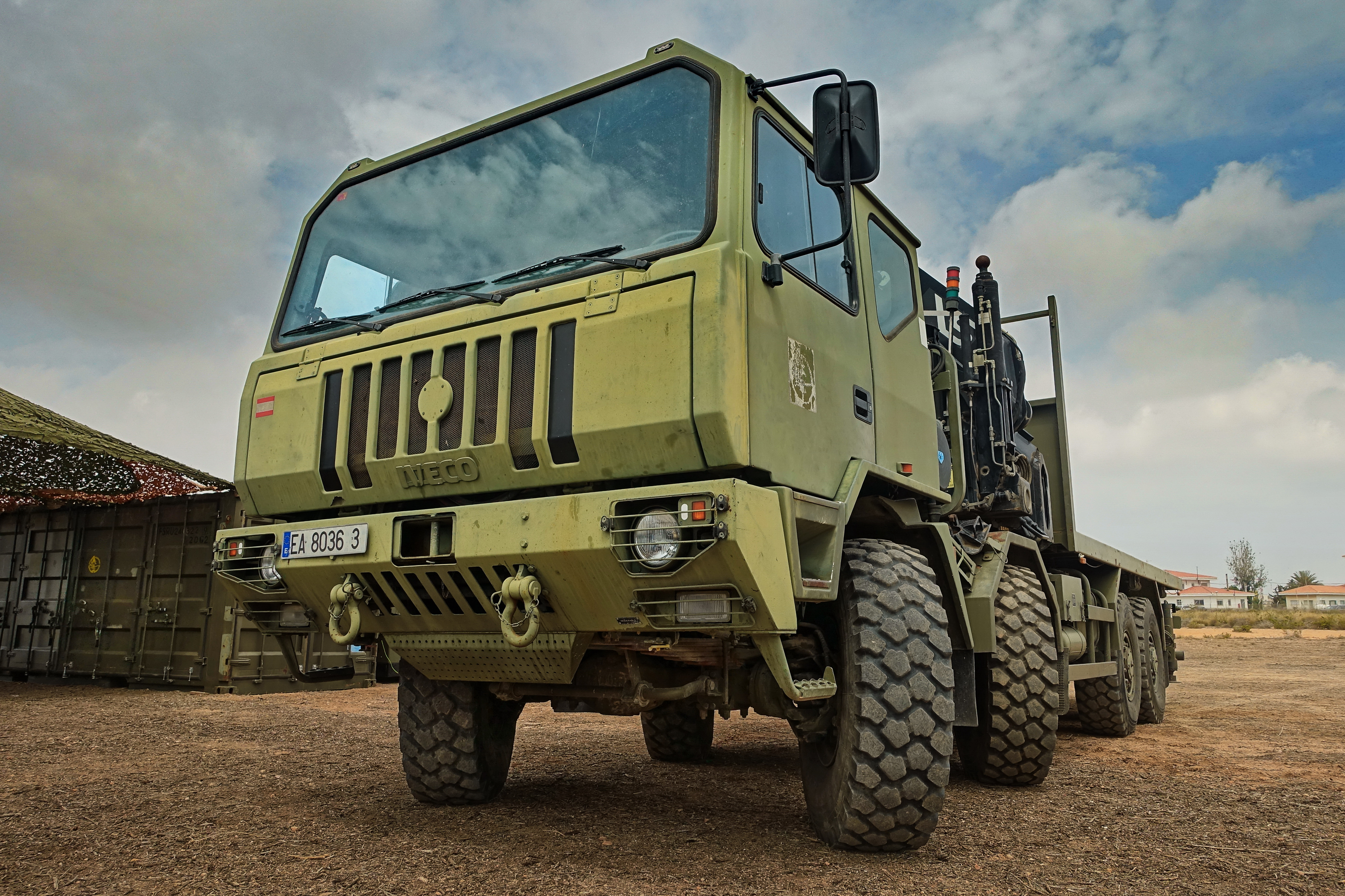
Camion Iveco-Astra M.250 de l'armée espagnole.

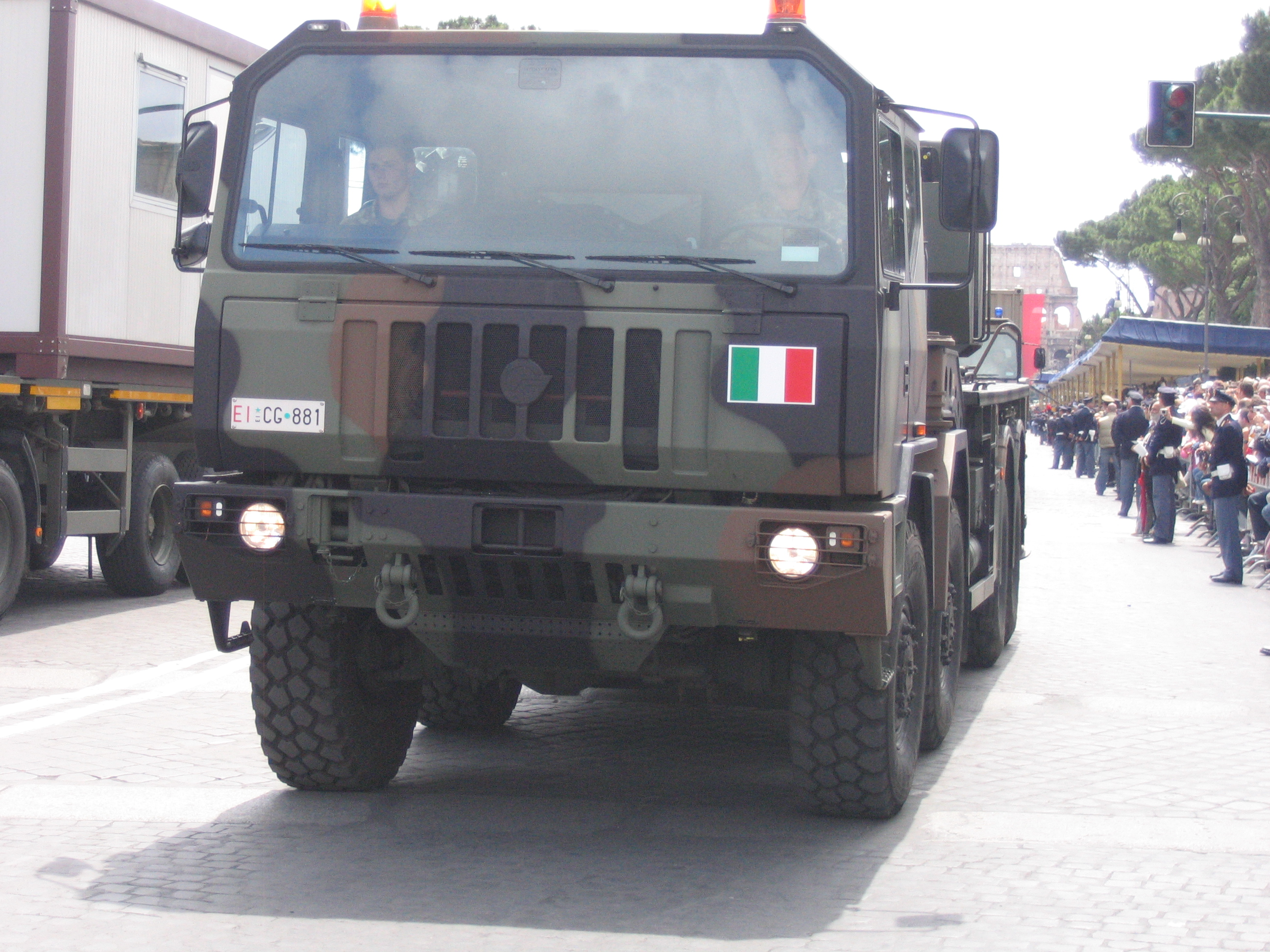
Véhicule militaire Astra M.250 8x8 de l'armée italienne.

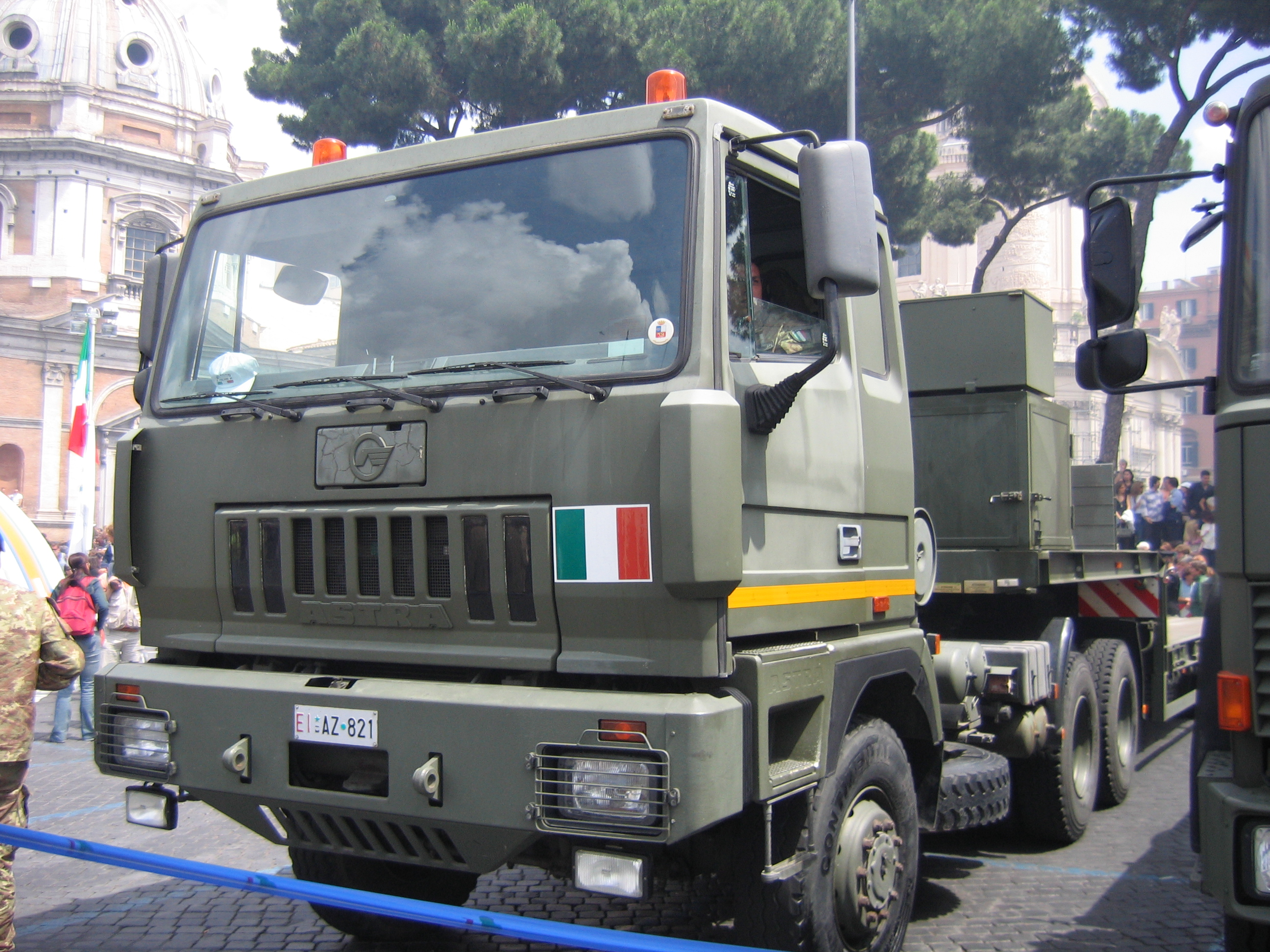
Véhicule militaire Astra HD.7 tracteur 6x6 de l'armée italienne.

La gamme actuelle des véhicules Astra comprend :
- les camions lourds de chantier, avec la série HD.9 ;
- les camions pour transports exceptionnels SIVI, basés sur des châssis Iveco, avec l'Iveco Trakker 720T55EZ et ses 720 t de PTRA ;
- les dumpers rigides, RD ;
- les dumpers articulés, AD, aussi commercialisés sous la marque Case ;
- les camions militaires lourds du groupe Iveco Defence Vehicles.

### Véhicules militaires

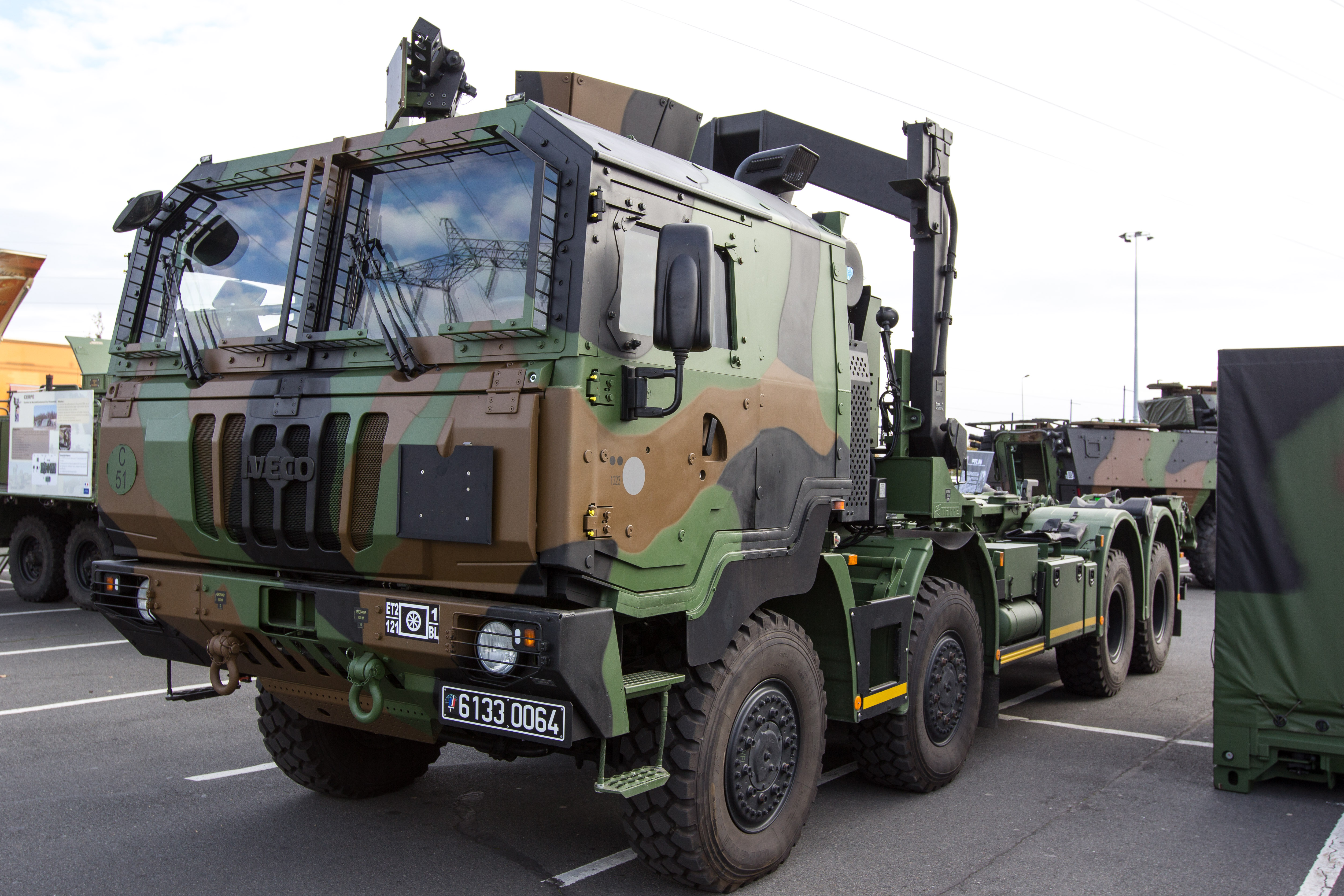
Un Iveco PPT de l'armée française au Mali. Modèle Iveco M.320.45M 8x8.

Depuis 1990, Astra SpA construit la gamme militaire lourde du groupe Iveco Defence Vehicles. La gamme reprenant les versions de base civiles comme le Stralis ou le Trakker, sont réalisés directement dans les usines Iveco. Astra réalise les versions spéciales blindées et spécifiques dérivées du Trakker.
C'est le modèle Iveco ACTL 8x8, rebaptisé Iveco PPT, qui a été choisi en 2007 par l'armée de terre française et qui en a commandé 2 400 exemplaires en 2010 Ce véhicule a déjà été livré à presque 4 000 exemplaires dans le monde (décembre 2016).
Les véhicules militaires Astra portent toujours la marque ASTRA en Italie et souvent la double marque IVECO-ASTRA ou simplement IVECO lorsqu'ils équipent les armées étrangères.

### Camions de chantier
La première série HD.7 en versions porteur et tracteur (sauf les quatre essieux, seulement en porteurs) comprend :
| Modèle    | Configuration | Moteur type    | Cylindrée (cm3) | Puissance (ch) | PTAC / PTRA (t) |
| HD7 42.38 | 4x2           | Iveco 8210.42K | 13 798          | 380            | 20 / 44         |
| HD7 42.42 | 4x2           | Iveco 8210.42L | 13 798          | 420            | 20 / 44         |
| HD7 44.34 | 4x4           | Iveco 8460.41K | 9 498           | 340            | 20 / 44         |
| HD7 44.38 | 4x4           | Iveco 8210.42K | 13 798          | 380            | 20 / 44         |
| HD7 44.42 | 4x4           | Iveco 8210.42L | 13 798          | 420            | 20 / 44         |
| HD7 64.34 | 6x4           | Iveco 8460.41K | 9 498           | 340            | 33 / 56         |
| HD7 66.34 | 6x6           | Iveco 8460.41K | 9 498           | 340            | 33 / 56         |
| HD7 64.38 | 6x4           | Iveco 8210.42K | 13 798          | 380            | 33 / 56         |
| HD7 66.38 | 6x6           | Iveco 8210.42K | 13 798          | 380            | 33 / 56         |
| HD7 64.42 | 6x4           | Iveco 8210.42L | 13 798          | 420            | 33 / 56         |
| HD7 66.42 | 6x6           | Iveco 8210.42L | 13 798          | 420            | 33 / 56         |
| HD7 64.45 | 6x4           | Iveco 8280.42B | 17 174          | 440            | 33 / 56         |
| HD7 66.45 | 6x6           | Iveco 8280.42B | 17 174          | 450            | 33 / 56         |
| HD7 64.47 | 6x4           | Iveco 8210.42B | 13 798          | 470            | 33 / 56         |
| HD7 64.52 | 6x4           | Iveco 8280.42S | 17 174          | 520            | 33 / 56         |
| HD7 66.52 | 6x6           | Iveco 8280.42S | 17 174          | 520            | 33 / 56         |
| HD7 84.38 | 8x4           | Iveco 8210.42K | 13 798          | 380            | 40-48           |
| HD7 84.42 | 8x4           | Iveco 8210.42L | 13 798          | 420            | 40-48           |
| HD7 86.42 | 8x6           | Iveco 8210.42L | 13 798          | 420            | 40-48           |
| HD7 84.45 | 8x4           | Iveco 8280.42B | 17 174          | 440            | 40-48           |
| HD7 86.45 | 8x6           | Iveco 8280.42B | 17 174          | 450            | 40-48           |
| HD7 84.47 | 8x4           | Iveco 8210.42B | 13 798          | 470            | 40-48           |
| HD7 84.52 | 8x4           | Iveco 8280.42S | 17 174          | 520            | 40-48           |
| HD7 86.52 | 8x6           | Iveco 8280.42S | 17 174          | 520            | 40-48           |

Les séries HD.7/C et HD.8 sont dotées de moteurs Iveco Cursor 13.

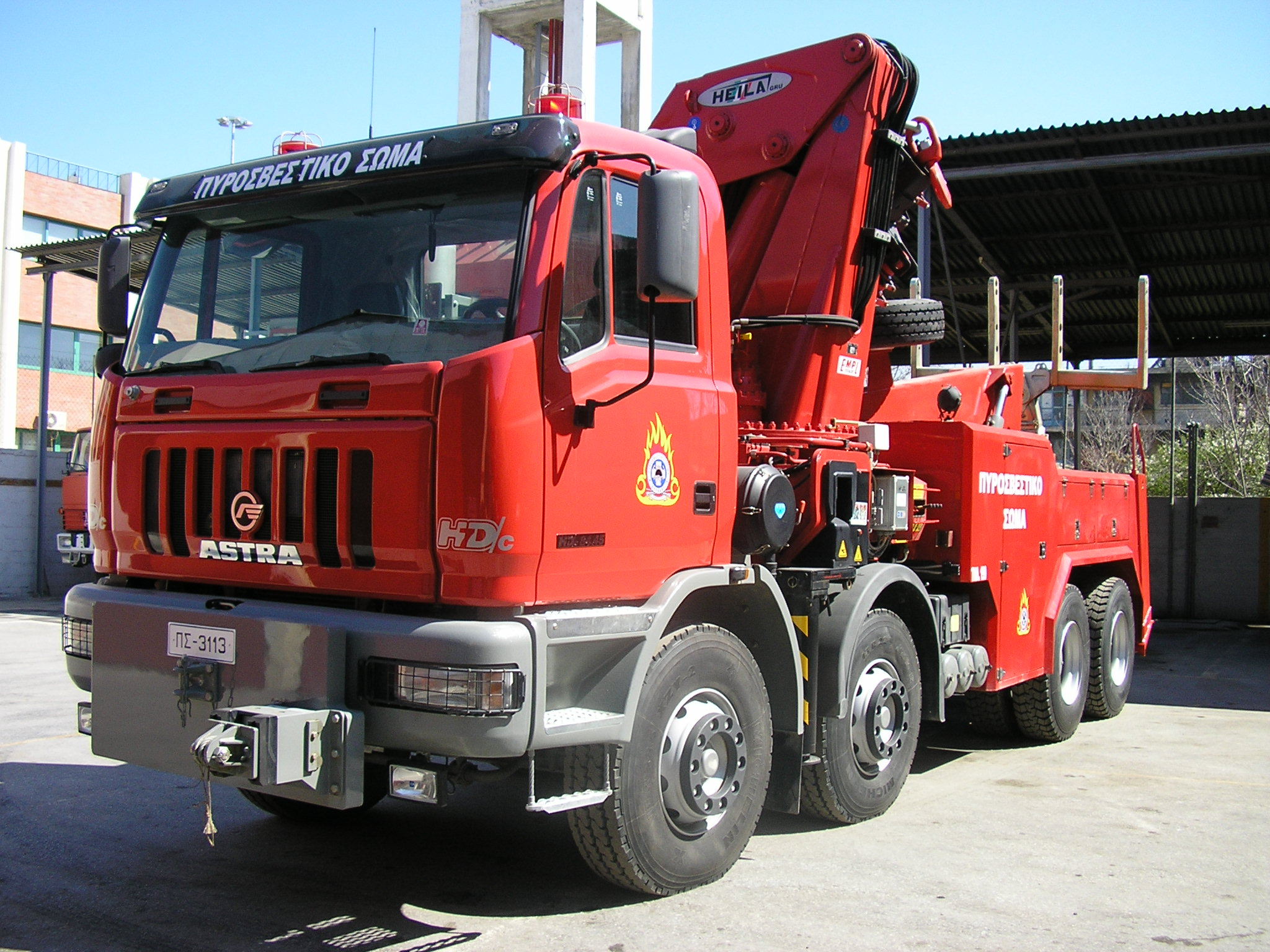
Camion porteur Astra HD.7C 84.45.

La série HD7/C est dotée des moteurs Cursor 13 Euro 4 de la 1re génération.
| Modèle     | Configuration | Moteur type       | Cylindrée (cm3) | Puissance (ch) | PTAC / PTRA (t) |
| HD7c 42.36 | 4x2           | Iveco F3B E0681JB | 12 882          | 360            | 20 / 44         |
| HD7c 44.36 | 4x4           | Iveco F3B E0681JB | 12 882          | 360            | 20 / 44         |
| HD7c 42.40 | 4x2           | Iveco F3B E0681HB | 12 882          | 400            | 20 / 44         |
| HD7c 44.40 | 4x4           | Iveco F3B E0681HB | 12 882          | 400            | 20 / 44         |
| HD7c 42.45 | 4x2           | Iveco F3B E0681DB | 12 882          | 450            | 20 / 44         |
| HD7c 44.45 | 4x4           | Iveco F3B E0681DB | 12 882          | 450            | 20 / 44         |
| HD7c 64.36 | 6x4           | Iveco F3B E0681JB | 12 882          | 360            | 33 / 56         |
| HD7c 66.36 | 6x6           | Iveco F3B E0681JB | 12 882          | 360            | 33 / 56         |
| HD7c 64.40 | 6x4           | Iveco F3B E0681HB | 12 882          | 400            | 33 / 56         |
| HD7c 66.40 | 6x6           | Iveco F3B E0681HB | 12 882          | 400            | 33 / 56         |
| HD7c 64.45 | 6x4           | Iveco F3B E0681DB | 12 882          | 450            | 33 / 56         |
| HD7c 66.45 | 6x6           | Iveco F3B E0681DB | 12 882          | 450            | 33 / 56         |
| HD7c 64.50 | 6x4           | Iveco F3B E0681FB | 12 882          | 500            | 33 / 56         |
| HD7c 66.50 | 6x6           | Iveco F3B E0681FB | 12 882          | 500            | 33 / 56         |
| HD7c 84.36 | 8x4           | Iveco F3B E0681JB | 12 882          | 360            | 40-48           |
| HD7c 84.40 | 8x4           | Iveco F3B E0681HB | 12 882          | 400            | 40-48           |
| HD7c 84.45 | 8x4           | Iveco F3B E0681DB | 12 882          | 450            | 40-48           |
| HD7c 86.45 | 8x6           | Iveco F3B E0681DB | 12 882          | 450            | 40-48           |
| HD7c 88.45 | 8x8           | Iveco F3B E0681DB | 12 882          | 450            | 40-48           |
| HD7c 84.50 | 8x4           | Iveco F3B E0681FB | 12 882          | 500            | 40-48           |
| HD7c 86.50 | 8x6           | Iveco F3B E0681FB | 12 882          | 500            | 40-48           |
| HD7c 88.50 | 8x8           | Iveco F3B E0681FB | 12 882          | 500            | 40-48           |

La série HD8, dotée de la dernière génération de moteurs Iveco Cursor 13 Euro 5, comprend seize configurations de châssis avec cinq motorisations.
| Modèle    | Configuration | Moteur type      | Cylindrée (cm3) | Puissance (ch) | PTAC / PTRA (t) |
| HD8 42.41 | 4x2           | Iveco F3B E3681D | 12 882          | 410            | 20 / 44-49      |
| HD8 44.41 | 4x4           | Iveco F3B E3681D | 12 882          | 410            | 20 / 44-49      |
| HD8 42.44 | 4x2           | Iveco F3B E3681G | 12 882          | 440            | 20 / 44-49      |
| HD8 44.44 | 4x4           | Iveco F3B E3681G | 12 882          | 440            | 20 / 44-49      |
| HD8 44.48 | 4x4           | Iveco F3B E3681F | 12 882          | 480            | 20 / 44-49      |
| HD8 64.41 | 6x4           | Iveco F3B E3681D | 12 882          | 410            | 33 / 56         |
| HD8 64.44 | 6x4           | Iveco F3B E3681D | 12 882          | 440            | 33 / 56         |
| HD8 64.48 | 6x4           | Iveco F3B E3681F | 12 882          | 480            | 33 / 56         |
| HD8 66.48 | 6x6           | Iveco F3B E3681F | 12 882          | 480            | 33 / 56         |
| HD8 64.52 | 6x4           | Iveco F3B E3681E | 12 882          | 520            | 33 / 56         |
| HD8 66.52 | 6x6           | Iveco F3B E3681E | 12 882          | 520            | 33 / 56         |
| HD8 64.56 | 6x4           | Iveco F3B E3681A | 12 882          | 560            | 33 / 56         |
| HD8 66.56 | 6x6           | Iveco F3B E3681A | 12 882          | 560            | 33 / 56         |
| HD8 84.41 | 8x4           | Iveco F3B E3681D | 12 882          | 410            | 40-48           |
| HD8 84.44 | 8x4           | Iveco F3B E3681G | 12 882          | 440            | 40-48           |
| HD8 86.44 | 8x6           | Iveco F3B E3681G | 12 882          | 440            | 40-48           |
| HD8 84.48 | 8x4           | Iveco F3B E3681F | 12 882          | 480            | 40-48           |
| HD8 86.48 | 8x6           | Iveco F3B E3681F | 12 882          | 480            | 40-48           |
| HD8 88.48 | 8x8           | Iveco F3B E3681F | 12 882          | 480            | 40-48           |
| HD8 84.52 | 8x4           | Iveco F3B E3681E | 12 882          | 520            | 40-48           |
| HD8 86.52 | 8x6           | Iveco F3B E3681E | 12 882          | 520            | 40-48           |
| HD8 88.52 | 8x8           | Iveco F3B E3681E | 12 882          | 520            | 40-48           |
| HD8 84.56 | 8x4           | Iveco F3B E3681A | 12 882          | 560            | 40-48           |
| HD8 86.56 | 8x6           | Iveco F3B E3681A | 12 882          | 560            | 40-48           |
| HD8 88.56 | 8x8           | Iveco F3B E3681A | 12 882          | 560            | 40-48           |

Note : les valeurs PTC et PTR sont données pour le code italien. En France, ces valeurs ne seraient même pas envisageables pour tous les convois exceptionnels.
Deux séries spéciales HD8 sont destinées aux marchés : 
- Espagne avec un PTR de 104 t pour convois spéciaux ;
- Libye avec les anciens moteurs Iveco de la série 8000, très connus dans le pays et encore montés dans les camions Iveco assemblés localement.

Depuis 2011, la série HD9 remplace la série HD8.
Note : la codification des camions Astra reprend celle en vigueur chez Iveco : les deux premiers chiffres indiquent la configuration : 42 = 4x2 jusqu'à 88 = 8x8, versions porteur ou tracteur ; les deux autres chiffres indiquent la puissance du moteur de dizaines de chevaux DIN : 56 = 560 chevaux.

### Gamme SIVI pour convois exceptionnels
| Modèle                              | Configuration          | Moteur type        | Cylindrée (cm3) | Puissance (ch) | PTAC / PTRA (t) |
| Stralis AT/AS440S 48/56 T/P-HR EZ80 | tracteur 4x2           | Iveco F3B E3681F/A | 12 882          | 480/560        | 80              |
| Stralis AS440S 48/56 TX/P HR EZ80   | tracteur 6x2           | Iveco F3B E3681F/A | 12 882          | 480/560        | 80              |
| Stralis AS440S 48/56 TZ/P EZ 130    | tracteur 6x4           | Iveco F3B E3681F/A | 12 882          | 480/560        | 120             |
| Trakker AT400T44 WT EZ120           | tracteur 4x4           | Iveco F3B E3681G   | 12 882          | 440            | 120             |
| Trakker AT/AS720T56 H EZ160         | tracteur 6x4           | Iveco F3B E3681A   | 12 882          | 560            | 160             |
| Trakker AT/AS720T56 WT EZ200        | tracteur 6x6           | Iveco F3B E3681A   | 12 882          | 560            | 200             |
| Trakker AT/AS720T56 HT EZ250        | tracteur 6x4           | Iveco F3B E3681A   | 12 882          | 560            | 250             |
| Trakker AT/AS720T56 HT EZ275        | tracteur 6x6           | Iveco F3B E3681A   | 12 882          | 560            | 275             |
| Trakker AT/AS410T 48/56 EZ192       | tracteur 8x4           | Iveco F3B E3681F/A | 12 882          | 480/560        | 192             |
| Trakker AT/AS410T56 EZ250           | tracteur 8x4           | Iveco F3B E3681A   | 12 882          | 560            | 250             |
| Trakker AT/AS410T 48/56 H EZ292     | porteur 8x4 + remorque | Iveco F3B E3681F/A | 12 882          | 480/560        | 292             |
| Trakker AT/AS410T 48 H EZ48         | porteur 8x4            | Iveco F3B E3681F   | 12 882          | 480            | 48              |
| Trakker AT/AS380T56 WT EZ275        | tracteur 8x6           | Iveco F3B E3681A   | 12 882          | 560            | 275             |
| Trakker AT410T48 W EZ50             | porteur 8x8            | Iveco F3B E3681F   | 12 882          | 480            | 50              |
| Trakker AT/AS410T56 WT EZ300        | tracteur 8x8           | Iveco F3B E3681A   | 12 882          | 560            | 300             |

### Dumpers

#### Dumpers rigides
| Modèle | Configuration | Moteur type         | Cylindrée (cm3) | Puissance (ch DIN) | PTAC / PTRA (t) | Volume benne (m3) |
| RD 28C | 4x2           | L6 Iveco Cursor F3A | 10 308          | 353                | 48,5            | 17,7              |
| RD 32C | 4x2           | L6 Iveco Cursor F3A | 10 308          | 381                | 54              | 20,1              |
| RD 40C | 4x2           | L6 Iveco Cursor F3B | 12 882          | 500                | 70              | 24,2              |
| RD 50  | 4x2           | V8 Deutz TCD 2015   | 15 900          | 381                | 88              | 32                |

#### Dumpers articulés
| Modèle   | Configuration | Moteur type      | Cylindrée (cm3) | Puissance (ch DIN) | PTAC / PTRA (t) | Volume benne (m3) |
| ADT 25 C | 6x6           | Iveco Cursor F3A | 10 308          | 320                | 45              | 14,5              |
| ADT 30 C | 6x6           | Iveco Cursor F3A | 10 308          | 353                | 51              | 17,6              |
| ADT 35 C | 6x6           | Iveco Cursor F3B | 12 882          | 410                | 60              | 20,0              |
| ADT 40 C | 6x6           | Iveco Cursor F3B | 12 882          | 455                | 66              | 22,0              |

## Variantes Tekne
le groupe Tekne est une entreprise italienne implantée dans la Province de Chieti dans les Abruzzes depuis 1990, spécialisée dans les systèmes électroniques appliqués et dans la transformation de véhicules spéciaux. Depuis une décennie, elle conçoit et construit des véhicules militaires et des véhicules industriels électriques comme des autobus et des petits camions de distribution.
Une division du groupe Tekne est aussi concessionnaire, pour le secteur d'Arezzo, des véhicules de chantier Astra. Cette spécificité a incité l'entreprise a réaliser des variantes spécifiques de certains modèles pour satisfaire la demande de clients pour une utilisation spécifique. Depuis, une collaboration industrielle s'est instaurée avec le groupe Astra Iveco SpA. Tekne est devenu l'atelier industriel de transformation ou adaptation des véhicules Astra destinés à des clients ayant des exigences spécifiques que la production en série chez Astra ne pourrait pas satisfaire soit en raison de la quantité soit de la nature des modifications.
La gamme Tekne de véhicules spéciaux sur base Astra HD9 est la Pacific Mine, comprenant des porteurs 6x6, 8x6 et 10x6 avec un PTAC allant jusqu'à 84 t.